# Nacaduba dyopa
Nacaduba dyopa är en fjärilsart som beskrevs av Herrich-Schäffer 1869. Nacaduba dyopa ingår i släktet Nacaduba och familjen juvelvingar. Inga underarter finns listade i Catalogue of Life.